# (e)film
Der sogenannte (e)film des in Irvine, Kalifornien (USA), ansässigen Herstellers Silicon Film (vormals Imagek) ist als digitaler Ersatz für konventionelle fotografische Filme für bestimmte Kleinbildkameras gedacht.
An Stelle eines Kleinbildfilmes wird eine digitale Filmpatrone, der (e)film, in die KB-SLR–Kamera eingelegt. Das 1998 ursprünglich von der Firma ImageK angekündigte Produkt wurde allerdings nie ausgeliefert. Auf der CeBIT 2001 wurde eine Partnerschaft von Silicon Film mit dem deutschen Distributor Ringfoto angekündigt, die jedoch keine praktischen Ergebnisse zeigte.

## Komponenten des EFS-1 Systems

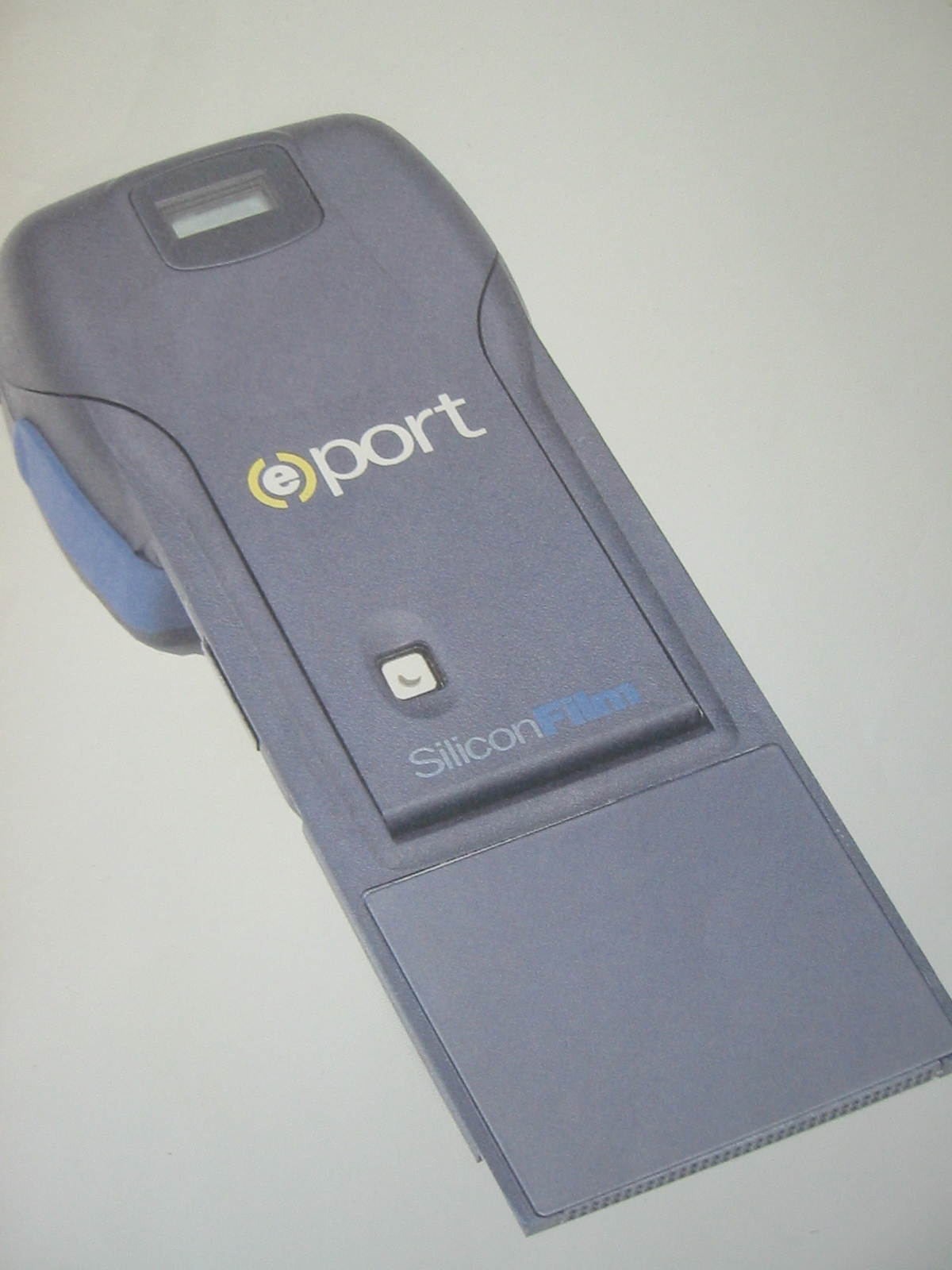
(e)port PC-Card-Adapter

Das „EFS-1“-System (EFS, Electronic Film System) besteht aus drei Komponenten, dem digitalen „Film“ und zwei Adaptern:
- (e)film. Sowohl „Digitalkamera“ ohne Optik als auch Datenspeicher, die sog. „digitale Filmpatrone“. Technische Leistungsdaten: 1,3 Megapixel, 24 Bilder pro (e)film (64 MB, komprimiert). Es sind keine Modifikationen am Kameragehäuse erforderlich, das Modul wird anstelle des Films in die Kamera eingelegt.
- (e)port. Gerät zum Download der Daten vom (e)film auf den PC. Der (e)port kann wahlweise über einen PC-Card-Slot oder USB genutzt werden und verfügt daher über keine eigene Energieversorgung.
- (e)box. Über die (e)box können Bilddaten vom (e)film auf Compact-Flash-Karten (CF Type I und CF Type II) übertragen werden; dies gleicht die extrem limitierte Speicherkapazität des (e)film aus und stellt außerdem die Energieversorgung sicher, solange der (e)film an die (e)box angeschlossen ist.

### Technische Daten
Zur Digitalisierung der Bildinformationen wird ein in der Herstellung preiswerter und zugleich in der Nutzung stromsparender CMOS–Sensor (Complementary-Metal-Oxide-Semiconductor) genutzt. CMOS–Sensoren ermöglichen grundsätzlich eine mit CCD-Sensoren vergleichbare Bildqualität.
Die Auflösung des Sensors beträgt 1280×1024 Pixel, also ca. 1,3 Megapixel bei einer Farbtiefe von 36 Bit. Die Filmempfindlichkeit entspricht etwa 100 ISO.
Bilder können gespeichert werden in den Formaten JPEG, BMP und TIFF; die Aufzeichnung ist sowohl komprimiert als auch unkomprimiert (RAW) möglich. Bilddaten werden im (e)film auf einem nichtflüchtigen Flash Memory-Chip gespeichert.
Der Bildausschnitt (FOV, Field of View) deckt nur ca. 30 Prozent in der Mitte des KB-Sucherbildes ab. Dadurch ergibt sich eine Verringerung des Bildwinkels um den Formatfaktor 2,85 (Telekonverter-Effekt ohne Verlust an Lichtstärke). Ein 200mm f/2.8 – Teleobjektiv erzeugt also ein Bild wie ein 570mm f/2.8 – Supertele auf Kleinbildformat, Weitwinkelaufnahmen sind erst bei Einsatz einer für Kleinbild extremen Brennweite von 12 mm ansatzweise möglich.

### Geplante Modelle
- Canon: EOS 1, EOS 1N, EOS 1V, EOS A2/E, EOS 5;
- Nikon: F5, N90/N90s, F90/F90x.

## Das EFS-10 System
Da die stürmische Entwicklung im Bereich der Digitalkameras die Marktchancen eines Modells mit nur 1,3 Megapixeln noch vor der Fertigstellung funktionierender Muster zunichtegemacht hatte, wurde 2002 ein Modell mit einer Auflösung von 10 Megapixeln angekündigt. Auch dieses Produkt ist nicht zur Marktreife gelangt.